# Младен Лазаревић
Младен Лазаревић (Сремска Митровица, 16. јануар 1984) бивши је српски фудбалер који је играо у одбрани.

## Каријера
Лазаревић је прошао млађе категорије Земуна, након чега је заиграо за први тим овог клуба који се у то време такмичио у Првој лиги СЦГ. У јуну 2006. године потписао је четворогодишњи уговор са Партизаном. Провео је наредне две сезоне у Партизану и током тог периода наступио је на 12 такмичарских утакмица. Каријеру је од 2009. године наставио у Белгији где је наступао за тамошње прволигаше Руселар и Кортрајк. Током сезоне 2010/11. играо је у Ирану након чега се вратио у српски фудбал. Наступао је у Суперлиги Србије за ужичку Слободу, Нови Пазар, суботички Спартак, а потом је са крушевачким Напретком и шабачком Мачвом играо у другом рангу такмичења, Првој лиги Србије. Био је стандардан првотимац Мачве у сезони 2016/17. када је освајањем првог места изборен пласман у Суперлигу. Напустио је Мачву по окончању такмичарске 2018/19. Након тога је играо у српсколигашком такмичењу за панчевачки Железничар и Бродарац. У сезони 2022/23. наступао је за Калуђерицу у Првој београдској лиги - група Ц.

## Успеси
Партизан
- Суперлига Србије : 2007/08.
- Куп Србије : 2007/08.

Мачва Шабац
- Прва лига Србије : 2016/17.